# Wiota (Iowa)
Wiota es una ciudad ubicada en el condado de Cass en el estado estadounidense de Iowa. En el Censo de 2010 tenía una población de 116 habitantes y una densidad poblacional de 141,73 personas por km².

## Geografía
Wiota se encuentra ubicada en las coordenadas 41°24′4″N 94°53′15″O / 41.40111, -94.88750. Según la Oficina del Censo de los Estados Unidos, Wiota tiene una superficie total de 0.82 km², de la cual 0.82 km² corresponden a tierra firme y (0%) 0 km² es agua.

## Demografía
Según el censo de 2010, había 116 personas residiendo en Wiota. La densidad de población era de 141,73 hab./km². De los 116 habitantes, Wiota estaba compuesto por el 99.14% blancos, el 0% eran afroamericanos, el 0% eran amerindios, el 0% eran asiáticos, el 0% eran isleños del Pacífico, el 0% eran de otras razas y el 0.86% pertenecían a dos o más razas. Del total de la población el 0% eran hispanos o latinos de cualquier raza.